# Casio Graph 30
La Casio Graph 30 est une calculatrice graphique commercialisée par Casio. Une calculatrice graphique est une calculatrice scientifique capable de tracer des graphes de fonctions mathématiques sur son écran.